# (140) Siva
(140) Siva es un asteroide perteneciente al cinturón de asteroides descubierto el 13 de octubre de 1874 por Johann Palisa desde el observatorio de Pula, Croacia.
Está nombrado por Siva, diosa eslava de la fertilidad.